# Толстой Петро Олегович
 Петро Олегович Толстой  (нар. (20 червня 1969 року, Москва, СРСР) — російський політик, телеведучий, пропагандист, журналіст. Заступник голови Думи РФ VII скликання з 5 жовтня 2016 року. Заступник голови Парламентської асамблеї Ради Європи з 28 січня 2020 року.
Депутат Думи РФ. Член Громадської палати РФ (2012–2014). Колишній ведучий пропагандистських політичних передач на російському Першому каналі:
- недільного випуску програми «Час» (2005–2012),
- ток-шоу «Політика» (2013–2016),
- «Час покаже» (2014–2016),

Заступник директора Дирекції соціальних і публіцистичних програм «Першого каналу» (2009–2016).

## Життєпис
Закінчив школу № 1231 в Москві. Служив у Радянській армії у частині 55201, Пенза-19.

### Робота в ЗМІ
Закінчив міжнародне відділення факультету журналістики МДУ 1993 році.
1992—1994 — працював у московському корпункті французької газети Ле Монд. З 1994 по 1996 — кореспондент московського бюро інформаційного агентства Франс прес.
На телебаченні — з 1996 по 2016 рік. У жовтні 1996 став заступником головного редактора телекомпанії «BID», у вересні 2002 року залишив цю посаду. Був продюсером програми «Скандали тижня», керівником служби інформаційного забезпечення телекомпанії «BID».
З жовтня 1997 року по листопад 2001 року вів програму «Скандали тижня» (з осені 2001 року назву було змінено на «Звичаї») на телеканалі ТВ-6.
З жовтня 1998 по серпень 1999 року також вів програму «У світі людей» на тому ж телеканалі. Пішов з ТБ-6 незадовго до закриття каналу місцевою владою в січні 2002 року.
У 2002—2008 роках працював на «Третьому каналі» (ЗАТ ТРВК «Московія»), перейшов на запрошення Андрія Писарєва. З жовтня 2002 по серпень 2005 року вів суботню аналітичну програму «Висновки». З березня 2004 року — головний редактор «Третього каналу», з липня 2004 року генеральний директор «Третього каналу». Пропрацював в ТРВК «Московія» до середини 2008 року.
З 28 серпня 2005 по 8 липня 2012 року — ведучий інформаційно-аналітичної програми «Першого каналу» «Недільний час», змінив на цьому місці Петра Марченко і Андрія Батурина. Перейшов на «Перший канал» разом зі своєю журналістською командою з «Третього каналу». У перші 3 роки роботи на «Першому каналі» він працював з трудовим договором і поєднував роботу ведучого з адміністративною діяльністю — залишався заступником гендиректора «Третього каналу».
- 2008 — перейшов працювати в штат російського Першого каналу[23].
- 2009—2016 — заступник директора Дирекції соціальних і публіцистичних програм «Першого каналу»[24].
- 2009—2010 — вів ток-шоу по боротьбі з алкоголізмом «Проект „Спільна справа“» на тому ж каналі в парі з Марією Шукшиною[25].
- 2011—2012 — вів передвиборні теледебати кандидатів у депутати Думи і президента РФ по черзі з Аріною Шараповою[26]. Також вів ефір «Першого каналу» після виборів 4 березня 2012 року в парі з Олександром Гордоном[27].
- У червні 2012 — покинув програму «Недільний час», зайнявся новим проектом на тому ж каналі[28].
- 8 липня 2012 — востаннє провів програму «Недільний час»[29].
- З 11 квітня 2013 по 29 червня 2016 року — ведучий суспільно-політичного ток-шоу «Політика»[30] у парі з Олександром Гордоном (згодом одноосібно) на «Першому каналі»[31].
- З 15 вересня 2014 по 7 липня 2016 — вів політичне шоу на тому ж телеканалі — «Час покаже», у парі з Катериною Стриженовою[32].
- З 12 жовтня по 14 грудня 2014 року — ведучий ток-шоу «Толстой. Неділя» на «Першому каналі»[33].
- Пішов з телебачення у вересні 2016 року в зв'язку з обранням депутатом Державної думи сьомого скликання[34][35].

### Депутат Державної думи VII скликання
- 6 лютого 2016 року був обраний до вищої ради партії «Єдина Росія»[36].
- 10 лютого 2016 року набрав Керуючий Рада московської школи № 1363[37][38].
- Тоді ж, до початку 2016 року в ЗМІ з'явилася інформація про можливу участь Толстого в попередньому голосуванні партії «Єдина Росія»[39]. Інформація була підтверджена самим відомим телеведучим в інтерв'ю одному з місцевих видань[40].
- В ході попередніх підрахунків голосування Толстой набрав 75,8 % голосів і посів перше місце за 199 одномандатному адміністративному округу, в кілька разів обігнавши всіх своїх конкурентів[41].
- Влітку 2016 року став співголовою ради прихильників партії «Єдина Росія», також увійшовши в передвиборчий штаб партії[42].
- За підсумками виборів 18 вересня 2016 року здобув перемогу в Люблінському одномандатному виборчому окрузі № 199 (Москва) та став депутатом думи РФ VII скликання[43].
- 5 жовтня того ж року, на першому пленарному засіданні, був обраний заступником голови Державної думи РФ[44].
- 27 січня 2017 року обраний керівником делегації Росії в Парламентській асамблеї Організації з безпеки і співробітництва в Європі[45].

- У липні 2017 року призначений керівником наглядової ради створюваної «Парламентська телебачення Державної Думи Федеральних Зборів РФ»[46][47].
- 28 січня 2020 року Толстой став заступником Голови Парламентської асамблеї Ради Європи.

### Сім'я
- Батько — Олег Володимирович Толстой (1927—1992),
- мати — Ольга Олексіївна Томара (нар. 1935)[48].
- Був одружений з Дар'єю Євенко (у шлюбі з 1992 по 2017 рік)[49]
- Троє дітей
  - Донька — Олександра
- Праправнук письменника Льва Толстого, троюрідний брат телеведучої Фьокли Толстої[48]

### Доходи
Задекларований дохід за 2016 рік склав 44 млн руб, за 2017 рік — 5 млн руб.

### Санкції
У 2014 році занесений Україною до санкційного списку за антиукраїнську позицію, щодо війни на сході України і анексії Криму Росією.
Наприкінці лютого 2022 року, після визнання Росією самопроголошених ДНР і ЛНР, потрапив під санкції Євросоюзу, як "центральна фігура урядової пропаганди" і як особа, що "підриває територіальну цілісність, суверенітет і незалежність України"
За аналогічними підставами також занесений до санкційних списків США, Великої Британії, Канади, Швейцарії, Австралії, Японії та Нової Зеландії.